# Węglinko
Węglinko (niem. Klein Waglin See, Klein Woglin See) – bagno drzewiasto-turzycowe położone w zachodniej części Pojezierza Zachodniopomorskiego na Równinie Pyrzycko-Stargardzkiej w Puszczy Bukowej.
Węglinko powstało na skutek zarastania jeziora, jest położone w północnej części uroczyska Gorzeń w głębokiej kotlince na skraju Polany Binowskiej. Jeszcze w połowie XIX w. dopływała tu Ponikwa. Po tym jak ok. 1880 r. spuszczono wodę do sąsiedniego jeziora Węglino (pozostał przekop od strony zach.) Węglinko było przez długie lata było ostoją ptactwa błotnego.